# Émile Pouytès
Émile Pouytès (1er juin 1924 à Rieux-Minervois (Aude) en France - 4 mars 1976 à Arquettes-en-Val (Aude) en France) est un vigneron français tué lors d'une manifestation viticole en 1976.

## Biographie

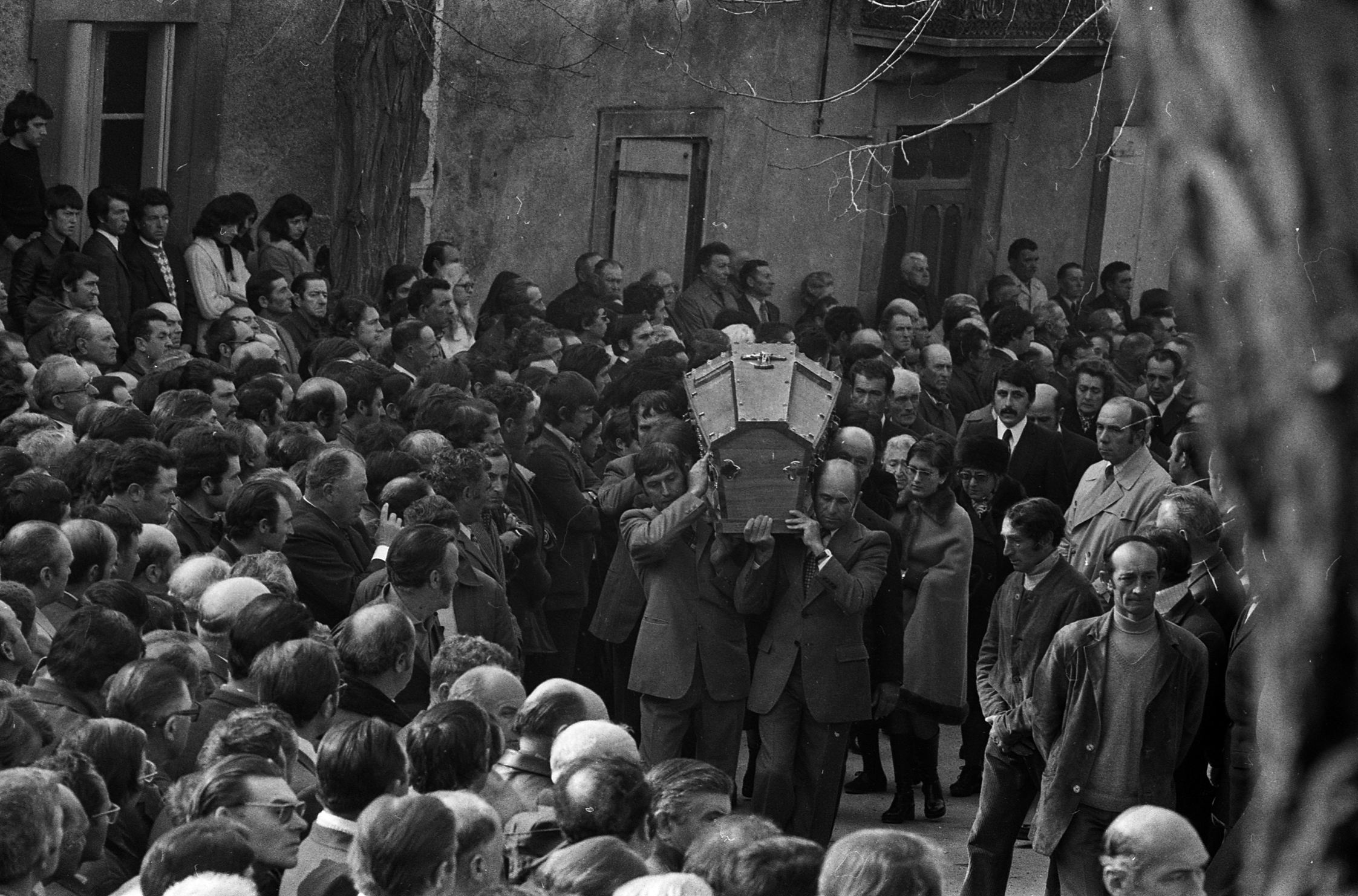
Obsèques d'Émile Pouytès à Arquettes-en-Val le 6 mars 1976.

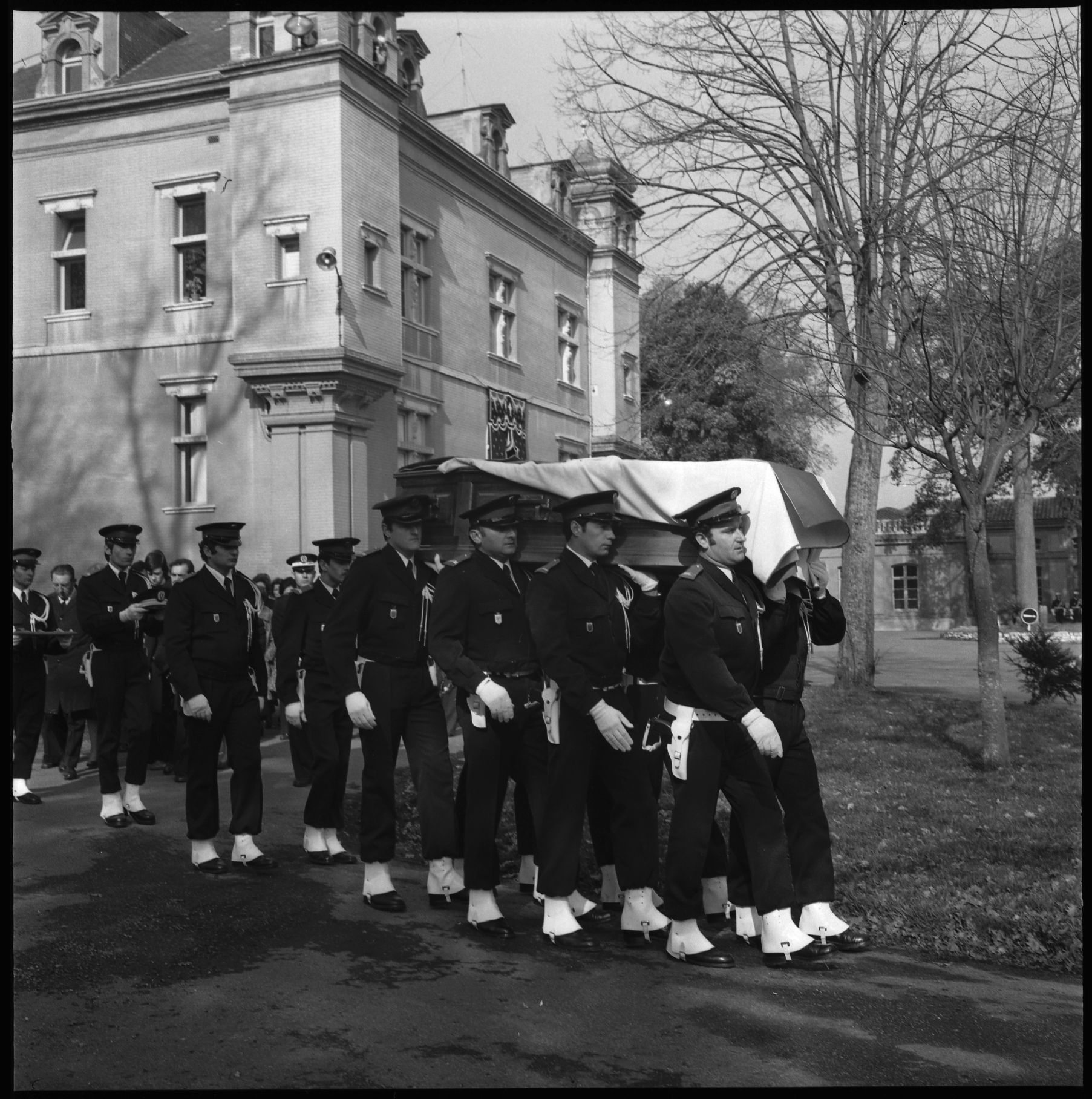
Obsèques de Joël Le Goff à Toulouse le 9 mars 1976.

Vigneron dans les Corbières à Arquettes-en-Val, Émile Pouytès participait à une manifestation viticole lorsqu'une fusillade éclata au cours de laquelle il fut tué, les CRS répliquant à la mort de leur commandant, Joël Le Goff, abattu par les viticulteurs armés de fusils de chasse ,,.
L'enterrement d'Émile Pouytès rassembla plus de 20 000 personnes. Il marquait la fin des manifestations du Comité d'action viticole, et cimentait une solidarité vigneronne qui chaque année le premier dimanche de mars rend hommage, au Pont de Montredon-Corbières, aux deux victimes des affrontements ,.
Désormais de nombreux villages d'Occitanie ont une rue Émile Pouytès.
Emile Pouytès était un ancien combattant de la guerre d'Indochine.